# Енергија грома
Енергија грома је облик електричне енергије који потиче од атмосферског пражњења. Иако један удар грома садржи значајну количину енергије, што га чини концептуално привлачним као обновљиви извор енергије, његово практично искоришћавање суочава се са фундаменталним технолошким, економским и практичним препрекама.
Стога, упркос деценијама истраживања, ефикасно прикупљање и складиштење енергије грома остаје у домену теорије и раних експеримената, и сматра се непрактичним у поређењу са другим, већ развијеним обновљивим изворима попут соларне енергије и енергије ветра.

## Енергетски потенцијал и изазови
Један удар грома поседује велику количину енергије, процењену на приближно 5 гигаџула. Снага удара може достићи и до 10 гигавата, што је огромна вредност, али се ослобађа у изузетно кратком временском интервалу, који траје од неколико микросекунди до милисекунди.
Упркос овом потенцијалу, прикупљање енергије је изузетно тешко због неколико кључних изазова:
- Краткотрајност и екстремна снага: Енергија се ослобађа у веома кратком року, што захтева технологију која може да издржи и ускладишти вршну снагу од више гигавата. Тренутне технологије, попут суперкондензатора, немају довољан капацитет за ефикасно складиштење тако велике енергије у тако кратком времену[1].
- Непредвидивост: Громови су спорадични и непредвидиви. Готово је немогуће предвидети тачну локацију и време удара, што би захтевало постављање изузетно густе и скупе мреже колектора[1].
- Ефикасност и цена: Већина енергије грома се распршује у околину као топлота, светлост (бљесак) и звук (грмљавина). Енергија која стигне до тла је знатно мања[2]. Трошкови изградње и одржавања инфраструктуре способне да издржи ударе грома вероватно би далеко премашили вредност добијене енергије[1].
- Ризик и оштећења опреме: Директни удари грома могу лако оштетити или уништити скупу опрему за прикупљање, што ствара додатне трошкове и безбедносне ризике[1].

## Историјски контекст и Никола Тесла
Никола Тесла је био фасциниран електричним феноменима и спроводио је пионирске експерименте са високим напонима. У својој лабораторији у Колорадо Спрингс 1899. године, Тесла није покушавао да „хвата” природне муње, већ да створи вештачке муње и истражи бежични пренос енергије кроз Земљу, коју је сматрао проводником.
Користећи свој резонантни трансформатор, познат као Теслин калем, успео је да генерише напоне који су стварали вештачке муње дуге и до 40 метара (130 стопа). Иако су Теслини експерименти демонстрирали могућност стварања високонапонских пражњења, они нису били усмерени на прикупљање енергије из природних громова у сврхе производње електричне енергије.

## Савремена истраживања
Истраживања технологије везане за громове настављају се широм света, али су примарно фокусирана на разумевање феномена и заштиту, а не на комерцијалну производњу енергије.

### Истраживања у Кини: Преусмеравање муња ракетама
Још 2008. године, кинески научници са Института за атмосферску физику, предвођени истраживачицом Ћије Сјушу (енгл. Qie Xiushu), објавили су значајан напредак у технологији за вештачко изазивање и преусмеравање муња. Користећи специјалне ракете (модел YЛ-1) опремљене проводницима, успели су са око 70% прецизности да „повуку“ муњу на унапред одређену локацију на земљи.
Главни циљ овог пројекта био је научно истраживање и превенција штете од удара грома, а не производња енергије. Иако су у то време разматране и потенцијалне примене у пољопривреди, ова технологија није довела до комерцијалног система за прикупљање енергије. Данашњи фокус у Кини је више усмерен на прагматична решења, попут развоја диференцираних система заштите електричних мрежа, којима се успешно смањује број кварова и економска штета од удара грома.

### Друге методе и будући правци
Новији приступи укључују коришћење дронова са проводним кабловима за изазивање удара грома. Јапанска компанија НТТ је 2024. године успешно демонстрирала ову методу. Иако је њихов примарни циљ боља детекција и заштита од олуја, изјавили су да је један од будућih циљева и истраживање начина за прикупљање и складиштење енергије грома.

## Заблуде и нетачне информације
Феномен грома је кроз историју био извор многих митова и заблуда. Неке од најчешћих нетачних информација су:
- Гром никада не удара два пута у исто место: Ово је потпуно нетачно. Високи објекти попут зграда, антена и дрвећа често бивају погођени више пута[8].
- Громобрани привлаче громове: Громобрани не привлаче громове, већ пружају сигуран пут за електрично пражњење до земље у случају удара, чиме штите објекат[8].
- Особа коју удари гром је наелектрисана: Људско тело не складишти електрицитет. Безбедно је прићи и пружити прву помоћ жртви удара грома[9].
- Топлотне муње су посебна врста муња: Такозване „топлотне муње“ (севање) заправо су обичне муње из удаљених олуја, које су предалеко да би се чула грмљавина[9].